# Stanisław Zdanowski
Stanisław Zdanowski (ur. 31 marca 1899 w Siedlcach, zm. 26 listopada 1966 we Wrocławiu) – polski działacz niepodległościowy i społeczny, legionista, żołnierz, wiceprezydent Siedlec w latach 1931–1939.

## Życiorys

### Dzieciństwo
Syn Michała Urbana Zdanowskiego i Józefy z Kudelskich. Po 1906 wraz z rodziną przeprowadził się do Galicji i zamieszkiwał kolejno w Opatowie, Rytwianach i Opatowcu.

### Służba w Legionach
Jako piętnastoletni chłopiec uciekł z Gimnazjum Pijarów w Pińczowie do Legionów Piłsudskiego. 31 sierpnia 1914 w Pińczowie został przyjęty do I Brygady 1 kompanii, III batalionu 1 pułku piechoty. Po intensywnych ćwiczeniach wojskowych, pluton pińczowski skierowany został do Krakowa w celu umundurowania i wyekwipowania. We wrześniu 1914 pluton został przydzielony – jako uzupełnienie – do I batalionu 1 pułku operującego wówczas pod Nowym Korczynem i Opatowcem.
Brał udział w bitwach: pod Chyżówkami, Stopnicami Królewskimi, pod Nowym Sączem, Marcinkowicami, Pisarzową i Łowczówkiem; a następnie w walkach pozycyjnych nad Nidą, pod Pińczowem i pod Klimontowem (Kozinek), w bitwie pod Tarłowem.
Ostatnią bitwą, w której wziął udział, była bitwa pod Jastkowem k. Lublina (13 sierpnia 1915), gdzie został poważnie ranny w nogę, bok i płuca. Ponieważ leżał nieprzytomny z powodu upływu krwi, wyglądał jak martwy i może dlatego został zapisany jako poległy. Przy zasypywaniu mogiły ruszył się i jęknął, dzięki czemu wydobyto go i rozpoczęto leczenie. Ma jednak swój symboliczny grób na Cmentarzu Legionistów Polskich w Jastkowie poległych w tej bitwie i figuruje w spisie poległych na pomniku. Cmentarz Legionistów Polskich w Jastkowie, istnieje do dzisiaj.

### Polska Organizacja Wojskowa

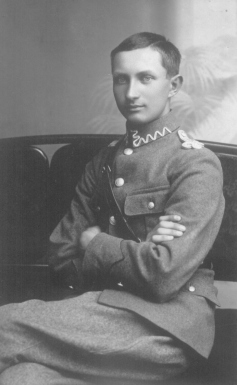
Zdanowski w okresie służby w POW

Na skutek odniesionych ran groziła Stanisławowi amputacja nogi, ale został przewieziony do kliniki chirurgicznej w Wiedniu, gdzie ją uratowano.
Jako inwalida, do Legionów już nie wrócił, ale wstąpił do POW – gdzie działał jako instruktor w powiecie Łukowskim, a 11 listopada 1918 brał udział w rozbrajaniu Niemców w Łukowie.

### Służba wWojsku Polskim II RP
Po odzyskaniu niepodległości – rozkazem L.73 dowództwa baonu zapasowego 22 pułku piechoty, z dnia 1 maja 1919 – po odjeździe ppor. E. Kwiatkowskiego – powierzone zostało mu dowództwo Kompanii garnizonowej w Łukowie. Kompania ta stała się zaczątkiem późniejszego 22 pp stacjonującego w okresie międzywojennym w Siedlcach.
Na skutek odnowienia się ran został zwolniony z wojska 15 kwietnia 1920 na podstawie aktu superrewizyjnego DOG Lublin. Mimo inwalidztwa służył jeszcze w wojsku, w 22 pp i 27 pp jako ochotnik w okresie inwazji bolszewickiej od 1 lipca do 31 grudnia 1920 r.

### Praca w służbie cywilnej
Pracę zawodową w służbie cywilnej rozpoczął jeszcze w 1918 r., w Sekcji gospodarczej Rady Powiatowej Łukowskiej od 15 lipca 1918 do 10 listopada 1918.
Po przeniesieniu się do Siedlec rozpoczął pracę w Inspektoracie Szkolnym jako etatowy sekretarz. Pracował tutaj od 20 sierpnia 1919 do końca lutego 1929. Jednocześnie przez szereg lat był wybierany – decyzją Kuratorium Okręgu Szkolnego Lubelskiego – członkiem Rady Szkolnej Miejskiej i Powiatowej w Siedlcach.
W okresie od 1 marca 1929 do końca lutego 1931 pełnił funkcję ławnika Magistratu miasta Siedlec, a od dnia 1 marca 1931 do 30 września 1939 był wiceprezydentem Siedlec.
W okresie swej pracy w Magistracie przyczynił się w znacznym stopnia do pobudowania w Siedlcach pięciu budynków szkół powszechnych, do zorganizowania Ośrodka dożywiania dzieci robotniczych, był inicjatorem i organizatorem Osiedla Robotniczego, na którym pobudowano 17 domów bliźniaczych mieszkalnych i Dom Ludowy dla robotników. Z jego inicjatywy wybudowano w Siedlcach wodociągi miejskie i rozbudowano sieć kanalizacyjną.
Niezależnie od pracy zawodowej pracował również społecznie w: Związku Inwalidów Wojennych, Federacji Polskich Związków Obrońców Ojczyzny, Związku Legionistów, Towarzystwie Przyjaciół Osiedla Robotniczego i innych. Za pracę społeczną w Federacji Polskich Związków Obrońców Ojczyzny otrzymał Złoty Krzyż Zasługi – nadany 22 kwietnia 1938 r. przez prezydenta Rzeczypospolitej I. Mościckiego (pismo podpisane przez prezesa Rady Ministrów – Sławoja Składkowskiego).
We wrześniu 1939 nie opuścił miasta i pozostał na stanowisku. Hitlerowcy po wkroczeniu we wrześniu do Siedlec ustanowili we władzach miejskich komisarza – Niemca, zatrzymując na dotychczasowych stanowiskach pracowników Zarządu Miejskiego i wydając im zaświadczenie pracy.
Po inwazji sowieckiej na Polskę Niemcy wycofali się z Siedlec, a na ich miejsce wkroczyły wojska sowieckie. Sowieci w początkach października 1939 wycofali się z miasta, zabierając jednak ze sobą kierowniczych pracowników magistratu, jak również inne osoby przebywające w tym czasie na konferencji w urzędzie.

### W niewoli sowieckiej
Cała grupa zostaje wywieziona do Ostaszkowa. W Ostaszkowie był krótko, a następnie został skierowany razem z kilkoma innymi osobami z Siedlec do pracy w Fabryce Urządzeń Rolniczych w Kozielsku.
Pierwszy list przesłany rodzinie pochodzi z Kozielska z 20 listopada 1939, w którym podaje nazwiska kilku osób przebywających razem z nim: J. Piotrowski, Głuchowski, mjr Sadowski, por. Włodarski, dr. Ehrenkreiz, D. Wierzejski, nauczyciel Opaliński, mgr Malukiewicz, młodszy Mittek i brat p. Szczepańskiej.
Z listu z 28 kwietnia 1940 pochodzi informacja, że pracuje aktualnie jako buchalter w sowchozie „Krasnyj Płodowod” w Popielowie koło Smoleńska, gdzie przebywał do końca swego pobytu w ZSRR, tj. do 31 stycznia 1941
Stanisław Zdanowski, mając ze sobą zaświadczenie władz niemieckich (z okresu pierwszego wejścia Niemców do Siedlec), że jest pracownikiem Zarządu Miejskiego w Siedlcach – wówczas podległego władzom niemieckim – rozpoczął starania u władz sowieckich o zezwolenie na powrót do rodziny i rodzinnego miasta, ale te starania nie odnosiły żadnego skutku.
Pracując w sowchozie, uzyskał kiedyś kilka dni urlopu i wtedy potajemnie wyjechał do Moskwy, aby w ambasadzie niemieckiej (na podstawie posiadanego zaświadczenia) uzyskać paszport niemiecki. Udało mu się to załatwić i wrócił do sowchozu jako obywatel Generalnego Gubernatorstwa, podejmując dalsze starania o wizę sowiecką na wyjazd.

### Powrót do Siedlec
Wrócił do Siedlec 1 lutego 1941. Po powrocie był przesłuchiwany przez Gestapo. 1 marca 1941 powołany został z powrotem na swoje dawne stanowisko, a od 11 lipca 1942 do 31 marca 1943 pełnił obowiązki burmistrza m. Siedlec.
Włączył się też od razu do pracy w Związku Walki Zbrojnej – pseudonim „Szpak”. W swoim gabinecie prowadził rozdział prasy podziemnej. Współpracował bezpośrednio z dr. Zygmuntem Niepokojem ps. „Norwid”, dyrektorem Szpitala Miejskiego dr. Mieczysławem Piotrowskim, inż. Franciszkiem Smacznym ps. „Zawir”, nauczycielem Janem Gunią ps. „Siwy”, Bronisławem Misińskim ps. „Wir”.
Stanowisko to starał się wykorzystać maksymalnie (o ile pozwalały na to warunki okupacyjne) dla dobra społeczeństwa. Wznowił działalność Ośrodka dożywiania dzieci, dokończył budowę Oddziału Chirurgicznego szpitala Miejskiego oraz otoczył staranną opieką transporty dzieci i starców wysiedlonych przez Niemców z Zamojszczyzny.
3 lutego 1943 burmistrz Zdanowski zorganizował uroczystość pogrzebową 23 ofiar wysiedleń z Zamojszczyzny, która przerodziła się w wielką manifestację patriotyczną i protest przeciwko niemieckiej okupacji. W kondukcie pogrzebowym z kościoła świętego Stanisława na cmentarz przy ul. Cmentarnej przeszło około 10 tysięcy ludzi.

### Aresztowanie, przesłuchania i pobyt wniemieckich obozach
Pismem z 4 kwietnia 1944 (Znak: Inw.1 1070/348-AI/Ka) gubernator dystryktu warszawskiego zwolnił Stanisława Zdanowskiego ze stanowiska burmistrza Siedlec, podając powód zwolnienia: „ponieważ nie dawał gwarancji, ze swoje obowiązki służbowe będzie pełnił w bezwzględnym posłuszeństwie do administracji niemieckiej” (pismo to odczytali mu gestapowcy dopiero w obozie Auschwitz-Birkenau).
Został aresztowany w swoim gabinecie w pracy w dniu, w którym rozdzielał prasę podziemną 31 marca 1943 (w dzień swoich urodzin). Na szczęście ostatnią partię gazetek wydał przed przyjściem gestapowców. Mimo dokładnej rewizji pomieszczenia biurowego, nic nie znaleźli. Osobistą rewizję zrobili na miejscu, dosyć pobieżnie, bo nie zajrzeli do jednej kieszeni marynarki, w której miał gazetkę schowaną dla siebie. Przeczytał ją później, siedząc w podziemiach Gestapo, a po przeczytaniu schował w siennik.
Po krótkim przetrzymaniu w więzieniu siedleckim został wysłany na Pawiak, a stamtąd 15 maja 1943 do niemieckiego obozu koncentracyjnego Auschwitz-Birkenau. Otrzymał numer obozowy 121675.
W Birkenau przebywał do 29 października 1944, skąd został wywieziony do obozu w Sachsenhausen. 4 kwietnia 1945 został przewieziony z Sachsenhausen do obozu w Schwarzheide, a następnie znalazł się w grupie 1200 osób ewakuowanych pieszo w okolice Sudetów, w tzw. marszu śmierci. 9 maja w stanie kompletnego wycieńczenia odzyskał wolność w Nowym Mieście w Sudetach.

### Praca po II wojnie światowej
Po odzyskaniu nieco sił wrócił do kraju, gdzie najpierw przebywał jeszcze jakiś czas pod opieką lekarską w szpitalu w Legnicy.
Po wyjściu ze szpitala w lipcu 1945 rozpoczął pracę w Wydziale Opieki Społecznej Urzędu Pełnomocnika Rządu na Dolny Śląsk (późniejszy Urząd Wojewódzki) jako kierownik Działu Opieki Społecznej.
Od 24 listopada 1945 został mianowany pełnomocnikiem PCK na Okręg Dolnośląski z siedzibą we Wrocławiu. Zamieszkał tam razem z rodziną (oprócz najstarszego syna – żołnierza AK i uczestnika powstania warszawskiego, który po kapitulacji powstania wywieziony został do obozu w Sandbostel, a następnie do Hamburga, gdzie zginął podczas bombardowania 22 marca 1945).
W PCK oddał się intensywnej pracy społecznej i charytatywnej, m.in. zorganizował w Karpaczu sanatorium leczniczo-wypoczynkowe dla ofiar obozów hitlerowskich, zainicjował akcję dożywiania młodzieży szkolnej, zorganizował dziesiątki Kół Młodzieży PCK, rozszerzył akcję opieki nad repatriantami, organizował kolonie dla dzieci Warszawy i powiatu sandomierskiego, opracował plan organizacji gminnych stacji sanitarnych.
Wystąpił do Zarządu Głównego PCK z projektem zorganizowania planowej walki z gruźlicą pod naukowym kierownictwem prof. dr Zdzisława Skibińskiego. W tym celu zaprojektowano zorganizowanie we Wrocławiu Poradni Przeciwgruźliczej i Szpitala Chorób Płucnych, oraz prewentorium dla dzieci w Dublanach, Szpitala-sanatorium w Agnieszkowie pow. Jelenia Góra i Sanatorium Leczniczego w Karpaczu.
Na odcinku walki z chorobami wenerycznymi PCK zorganizowało poradnię oraz Oddział Weneryczny. Akcja przygotowania wykwalifikowanych kadr pracowników sanitarnych przybrała konkretne formy przez zorganizowanie szeregu kursów kształcenia pogotowia sanitarnego i ratowników.
Niestety wprowadzenie tych prac do realizacji uniemożliwiło mu jego zawieszenie w czynnościach. Było ono skutkiem narażenia się UB (zwolnił lekarza – funkcjonariusza UB, który handlował lekami przysłanymi przez UNRRA).
Tak rozpoczęły się szykany komunistycznej władzy wobec Stanisława Zdanowskiego.
Z następnego swojego stanowiska – prezesa Zarządu Okręgowego Związku Inwalidów Wojennych też był w krótkim czasie zwolniony (okres pracy od 1 sierpnia 1946 do 30 kwietnia 1947).
1 sierpnia 1947 rozpoczął pracę w Izbie Rzemieślniczej we Wrocławiu, najpierw w charakterze naczelnika Wydziału, a później głównego księgowego. Na własną prośbę zwolnił się 31 maja 1955.
Do pracy w Zakładzie Doskonalenia Rzemiosła przeszedł 1 czerwca 1955 na stanowisko głównego księgowego. Ze względu na zły stan zdrowia zrezygnował z pracy w czerwcu 1956 i objął kierownictwo Ośrodka Rzemiosł Budowlanych, a później Ośrodka Szkolenia Kadr Budowlanych.
W Zakładzie Doskonalenia Zawodowego pracował do 31 stycznia 1966, tj. do przejścia na emeryturę.
Zmarł nagle we Wrocławiu 26 listopada 1966, przeżywszy 67 lat. Pochowany w grobie rodzinnym w Siedlcach przy ul. Cmentarnej.

## Ordery i odznaczenia
- Krzyż Komandorski Orderu Odrodzenia Polski (pośmiertnie, 2009)[4]
- Krzyż Walecznych
- Krzyż Niepodległości (4 lutego 1932)[5]
- Złoty Krzyż Zasługi (22 kwietnia 1938)[6]
- Srebrny Krzyż Zasługi (17 kwietnia 1930)[7]
- Medal Dziesięciolecia Odzyskanej Niepodległości[8]
- Medal Pamiątkowy za Wojnę 1918–1921[8]